# 巴黎申辦2024年夏季奧運會計劃
巴黎申辦2024年夏季奧運會計劃是巴黎和法國國家奧林匹克和體育委員會共同申辦2024年夏季奥运会計劃。

## 歷史
巴黎曾举办过1900年夏季奧林匹克運動會和1924年夏季奧林匹克運動會这两届奥运会，巴黎市希望继1924年奥运会后时隔100年再次举办奥运会。巴黎最近的三次申办均以失败告终（1992年败给巴塞罗那、2008年败给北京以及2012年败给伦敦）。巴黎曾于2014年10月宣布申办2025年世界博览会而放弃申办2024年奥运会，如今巴黎市改变了主意，在2015年4月13日，巴黎议会正式批准巴黎成为2024年夏季奥运会的申办城市。

## 外部連結
- 巴黎2024 （页面存档备份，存于）
- 巴黎2024的X（前Twitter）
- 巴黎2024的Facebook專頁